# Альтуве, Хосе
Хосе Карлос Альтуве (исп. José Carlos Altuve, род. 6 мая 1990, Пуэрто-Кабельо) — профессиональный венесуэльский бейсболист, игрок второй базы клуба МЛБ «Хьюстон Астрос». Победитель Мировой серии и Самый ценный игрок Американской лиги 2017 года. Семикратный участник Матча всех звёзд лиги. Обладатель наград «Золотая перчатка» (2015), «Сильвер Слаггер» (с 2014 по 2018) и Награды Хэнка Аарона (2017). Один из самых невысоких игроков в истории лиги. Его рост составляет 5 футов 6 дюймов (примерно 168 см).

## Биография
Альтуве вырос в городе Маракай. В детстве начал заниматься бейсболом, вместе с ним играл Сальвадор Перес, также затем попавший в состав команды МЛБ. В 2007 году в возрасте 16 лет Хосе принял участие в тренировочном лагере, организованном клубом «Хьюстон Астрос». Ему пришлось принести с собой свидетельство о рождении, так как скауты команды решили, что мальчик врёт о своём возрасте. Во время тренировочных игр Альтуве смог произвести впечатление на тренеров. «Астрос» подписали с ним контракт, сумма подписного бонуса игроку составила всего 15 000 долларов.
В 2010 году Хосе играл в составе «Лексингтон Леджендс». В 94 матчах он отбивал с показателем 30,8 %, выбил 11 хоум-ранов, украл 39 баз и набрал 45 RBI. Альтуве также получил приглашение на Матч всех звёзд Южно-атлантической лиги. В середине сезона его перевели в лигу уровнем выше, в «Ланкастер Джет Хокс».
Сезон 2011 года он начал в составе «Джет Хокс», за которых отбивал с показателем 40,8 %, выбив пять хоум-ранов и украв девятнадцать баз. После этого Альтуве перевели в AA-лигу в «Корпус-Кристи Хукс», за которых он сыграл в 35 матчах. В основной состав «Астрос» Хосе впервые был вызван в июле. В том же сезоне он представлял «Хьюстон» на Матче всех звёзд будущего.
В первой половине 2012 года в 72 играх за «Астрос» Хосе отбивал с показателем 30,8 %, а также был лучшим игроком второй базы в Национальной лиге по числу хитов. В июле он получил первое в карьере приглашение на Матч всех звёзд МЛБ, состоявшийся в Канзас-Сити. В 2013 году Альтуве переподписал с клубом контракт. Новое соглашение было рассчитано на четыре года, сумма договора 12,5 млн долларов.
В 2014 году он во второй раз в карьере вошёл в число участников Матча всех звёзд. Альтуве стал первым игроком в истории клуба, попавшим в сборные звёзд Американской и Национальной лиг. В сентябре Хосе выбил 211 хит за сезон, побив клубный рекорд, принадлежавший Крейгу Биджио. В ноябре в составе сборной всех звёзд МЛБ он принял участие в выставочной серии против сборной звёзд японской лиги.
В 2015 году Хосе впервые вошёл в стартовый состав сборной Американской лиги на Матч всех звёзд. По итогам года он с показателем 34,1 % стал лучшим отбивающим лиги и улучшил свой рекорд по числу хитов за сезон, доведя показатель до 225. Альтуве стал первым игроком «Астрос», проведшим более сезона с минимум 200 хитами. По итогам сезона «Астрос» получили право сыграть за уайлд-кард Американской лиги. Игра стала для Хосе первой в плей-офф МЛБ. «Хьюстон» одержал победу над «Нью-Йорк Янкис» со счётом 3:0, но в Дивизионной серии проиграл «Канзас-Сити Роялс» в пяти матчах.
По итогам июня 2016 года Альтуве стал первым с 2008 года представителем «Астрос», признанным лучшим игроком месяца. Для Хосе эта награда стала первой подобной в карьере. В 26 играх месяца он отбивал с показателем 42,0 %, сделав шесть даблов, четыре хоум-рана и пятнадцать RBI. К середине сезона в его активе было 119 хитов в 89 играх. Альтуве в четвёртый раз в карьере был включён в число участников Матча всех звёзд. По итогам сезона издание Sporting News признало его Игроком года. В голосовании, определявшем Самого ценного игрока Американской лиги, Хосе занял третье место, уступив Майку Трауту и Муки Беттсу.
В 2017 году он в пятый раз принял участие в Матче всех звёзд, открыв его в качестве лид-офф-хиттера команды Американской лиги. Хосе провёл четвёртый подряд сезон с минимум 200 хитами, повторив достижение Итиро Судзуки, Уэйда Боггса, Кёрби Пакетта и Майкла Янга. «Астрос» заняли первое место в дивизионе и вышли в плей-офф. В первой игре Дивизионной серии против «Бостон Ред Сокс» Альтуве выбил три хоум-рана, став десятым игроком МЛБ сделавшим это. Серия завершилась победой «Хьюстона» со счётом 3:1. В Чемпионской серии Американской лиги «Астрос» в семи матчах выиграли у «Янкис». В решающей игре Альтуве в пятом иннинге выбил хоум-ран, сделавший счёт 2:0. В Мировой серии «Хьюстон» выиграл у «Лос-Анджелес Доджерс» в семи играх. Альтуве в восемнадцати играх плей-офф отбивал с показателем 31,0 %, выбил семь хоум-ранов и набрал 14 RBI. Вместе с партнёром по команде питчером Джастином Верландером он разделил Награду Бейба Рута, вручаемую Самому ценному игроку плей-офф. По итогам года Альтуве второй раз подряд получил приз Игроку года от журнала Sporting News. Он стал пятым бейсболистом, ставшим обладателем награды два года подряд после Теда Уильямса (1941—42), Джо Моргана (1975—76), Альберта Пухолса (2008—09) и Мигеля Кабреры (2012—13). В ноябре клуб активировал контрактную опцию Альтуве на 2018 год стоимостью 6 млн долларов. 16 ноября он был объявлен Самым ценным игроком Американской лиги, став вторым в истории команды обладателем этой награды после Джеффа Багвелла в 1994 году. В декабре журнал Sports Illustrated назвал Альтуве и защитника клуба «Хьюстон Тексанс» Джей Джей Уотта Спортсменами года за их спортивные достижения и помощь городу в восстановлении после урагана Харви.
В марте 2018 года он согласовал с клубом условия продления контракта. Новое соглашение вступит в силу после окончания контрактной опции на 2019 год и рассчитано на пять лет. Сумма сделки составила 151 млн долларов. Контракт стал самым большим в истории «Астрос». 17 апреля Хосе сыграл свой тысячный матч за клуб. Летом Альтуве был выбран для участия в шестом для себя Матче всех звёзд МЛБ. В четвёртый раз подряд он вошёл в стартовый состав на игру.